# Till Lindemann
Till Lindemann (Leipzig, 4 januari 1963) is een Duitse muzikant, acteur en dichter. Hij is vooral bekend als zanger en tekstschrijver van de band Rammstein, maar schrijft ook gedichten, die hij (deels) gebruikt in de liederen van Rammstein.

## Jeugd
Lindemann groeide op in Wendisch Rambow in de DDR met zijn ouders en zijn zes jaar jongere zus. Op zijn elfde volgde Lindemann sportonderwijs bij de Rostock Sports Club. Met zijn vader, de schrijver en dichter Werner Lindemann, kon hij niet opschieten. Zijn ouders scheidden in 1975, waarop zijn moeder Brigitte hertrouwde met een Amerikaan. Van 1977 tot 1980 bezocht Till Lindemann een kostschool.
Lindemann volgde opleidingen voor en werkte als schrijnwerker, mandenvlechter, tentoonstellingstechnicus en wagenmaker.
Hij was Europees jeugdkampioen op de 1500 meter zwemmen, en werd voor de Olympische Zomerspelen van 1980 te Moskou genomineerd. Hij werd echter van deelname uitgesloten omdat hij tijdens het Europees jeugdkampioenschap te Rome zonder toestemming het hotel was uit gelopen om een Playboy-tijdschrift te kopen. Zijn zwemcarrière eindigde door een spierblessure.
In 1981 weigerde hij militaire dienst en ontsnapte ternauwernood aan een verblijf in de gevangenis om dit feit.
In 1985, toen Lindemann tweeëntwintig jaar was, werd zijn eerste dochter, Nele, geboren. Lindemann trouwde na de geboorte met de moeder van Nele, maar zij scheidden uiteindelijk en Lindemann voedde Nele alleen op. Lindemann kreeg een tweede dochter, Marie-Louise (1993), met Anja Köseling, zijn ex-vriendin. Köseling beweerde dat Lindemann haar tijdens hun relatie molesteerde en dat hij de ouderlijke bijdrage voor hun dochter weigerde te betalen. Lindemann heeft nooit publiekelijk op deze beschuldiging gereageerd.

## Muzikale carrière
Zijn muzikale carrière begon als drummer bij de band "First Arsch" voor hij in 1994 naar Berlijn verhuisde en samen met vijf andere musici de band Rammstein oprichtte. Met deze band, die wereldwijd optreedt, oogst hij grote roem.
De teksten van Rammstein, deels door of met hem geschreven, worden enerzijds vanuit artistiek oogpunt positief benaderd, maar anderzijds door de media en jeugdwerkers soms als racistisch of simpelweg gevaarlijk beschouwd. Met het nummer "Links 2 3 4" proberen de bandleden te laten zien dat ze niet racistisch zijn, door onder andere zelf te vertellen dat het een reactie was op verwijten over dat ze extreemrechts zijn, terwijl de bandleden veeleer links denken.
Lindemann heeft een krachtige aanwezigheid op het podium en een welluidende basstem. Een typerende pose van hem is, om half gehurkt zijn vuist op zijn dij te slaan, alsof een waanzinnige smid in het ritme van de muziek aan het smeden is.
In 2002 bracht hij een dichtbundel uit onder de titel Messer. Hierin staan krachtige gedichten en foto's, die soms net zoveel verbaal 'geweld' bevatten als de teksten van Rammstein, maar niet als een herhaling daarvan beschouwd moeten worden.
In een interview in 2005 zei hij dat Rammstein door zal spelen tot een van de bandleden sterft.
In december 2009 kwam het nummer "Ich Tu Dir Weh" van Rammstein uit. Voor dit nummer zou Lindemann een lampje in zijn mond hebben geïnstalleerd. Als hij zijn mond opendeed ging het lampje in zijn mond aan. Hiervoor had hij zijn wang laten piercen om het draadje van het lampje in zijn mond te brengen. Tijdens de optredens van de Liebe ist für alle da-tour wordt deze truc alleen nog bij het nummer "Rammlied" gebruikt.
Het studioalbum Skills In Pills kwam in mei 2015 uit, onder de naam 'Lindemann' dat een samenwerking is met multi-instrumentalist Peter Tägtgren. Voor de eerste keer in het Engels (waar hij zelfs woordenboeken bij nodig had) zingt Lindemann bizarre (soms dubbelzinnige) teksten op het album, dat in veel landen meteen naar de eerste of tweede plek in de hitparades schoot. Er is ook kritiek op het album vanwege de 'vunzige' teksten (die soms minder grof bedoeld zijn dan ze lijken), Lindemann zegt dat men niet alles even serieus moet nemen en dat hij bij Rammstein niet anders deed en daar ook nummers waren, die vooral Engelstaligen niet konden verstaan, die op deze teksten lijken. In 2019 neemt het duo nog een album op, F & M (een afkorting van het Duitse 'Frau und Mann' (Vrouw en Man). Begin jaren '20 volgen de solo-albums Alle Tage ist kein Sonntag en Ich hasse Kinder. Bij het album Ich hasse Kinder is ook een korte film gemaakt waarin het personage dat Till Lindemann speelt op bloedige wijze wraak neemt op oude pestende klasgenoten.
In mei 2023 werd Till Lindemann door de Noord-Ierse fan Shelby Lynn via social media ervan beschuldigd dat er bij een VIP-party tijdens een Rammsteinconcert drugs in haar drankje was gedaan en Lindemann haar daarna seksueel benaderd zou hebben. In de weken daarna beweerden ook andere vrouwen dat ze tijdens VIP-feestjes ongewenste seksuele ervaringen hadden met Lindemann. Rammstein en Lindemann ontkenden de beschuldigingen. In juni openden de Duitse politie en justitie een onderzoek naar het vermeende wangedrag. Het onderzoek is op 29 augustus 2023 wegens gebrek aan bewijs gesloten. "De snelle beëindiging van het vooronderzoek toont aan dat het onderzoek van justitie geen enkel bewijs aan het licht heeft gebracht om mijn cliënt te kunnen beschuldigen van zedendelicten. Er klopte simpelweg niets van de beschuldigingen", schrijft de advocaat van Lindemann na het beëindigen van het onderzoek.

## Discografie

### Met Rammstein
- Herzeleid (1995)
- Sehnsucht (1997)
- Live aus Berlin (1999)
- Mutter (2001)
- Reise, Reise (2004)
- Rosenrot (2005)
- Völkerball (2006)
- Liebe ist für alle da (2009)
- Made in Germany (2011)
- Rammstein (2019)
- Zeit (2022)

### Lindemann
- Skills in Pills (2015)
- F & M (2019)

### First Arsch
- Saddle Up (1992)

### Na Chui
- Till the End (2020)

### Solo als 'Till Lindemann'
- Zunge (2023)

## Films
- Lost Highway (1997) (Amerikaanse psychologische thriller, de band speelt "Rammstein" tijdens een vechtscène en "Heirate Mich" tijdens de seksscènes)
- The Matrix (1999) (muziek, "Du Hast" / tijdens aftiteling)
- Pola X (1999) (Franse speelfilm)
- FeardotCom (2002) (Sonne)
- Lilja 4-ever (2002) (Mein Herz Brennt)
- XXX (2002) (Amerikaanse blockbuster, de band speelt "Feuer frei!" in de openingsscène)
- Amundsen der Pinguin (2003) (Duitse speelfilm)
- Vinzent (2004) (Duitse speelfilm)
- Nymphomaniac (2013) (film van Lars von Trier, het nummer "Führe Mich" speelt tijdens de aftiteling)

## Boeken
- Messer (dichtbundel) (2002)
- In stillen Nächten (dichtbundel) (2013); vertaling In stille nachten, 2017
- 100 Gedichte (dichtbundel) (2020)

- Bibliothèque nationale de France: cb17980556b (data)
- Gemeinsame Normdatei: 124182054
- International Standard Name Identifier: 0000 0000 5393 1117
- Library of Congress Control Number: no2004035257
- MusicBrainz: f71f8e0d-c109-4a50-9826-2559981d915e
- Nationale Bibliotheek van Tsjechië: xx0196382
- Nederlandse Thesaurus van Auteursnamen: 344132269
- Réseau des bibliothèques de Suisse occidentale: 02-A023838941
- Système universitaire de documentation: 248983679
- Virtual International Authority File: 264877138
- WorldCat: E39PBJfMhx7GxYVrV7dBykjcT3